# Maltagorea rubriflava
Maltagorea rubriflava is een vlinder uit de familie nachtpauwogen (Saturniidae), onderfamilie Saturniinae.
De wetenschappelijke naam van de soort is voor het eerst geldig gepubliceerd door Griveaud in 1962.